# C-SPAN
C-SPAN(Cable-Satellite Public Affairs Network)은 미국의 비영리 공공방송이자 1979년 시작된 케이블 텔레비전 네트워크이다. 미국 연방 정부의 많은 절차와 기타 공보 프로그램을 방송한다. C-SPAN 네트워크에는 미국 하원을 담당하는 TV 채널 C-SPAN, 미국 상원을 담당하는 C-SPAN2와 각종 행사와 정부 청문회를 중심으로 방영하는 C-SPAN3, 라디오 방송국 WCSP-FM이 포함된다. 스트리밍 미디어 및 C-SPAN 프로그램 아카이브를 제공하는 웹 사이트도 운영하고 있다. C-SPAN의 TV 채널은 미국 내 약 1억 가구에 도달할 수 있고, WCSP-FM은 워싱턴 DC의 FM 라디오로 방송 되기에 인터넷 스트리밍과 SiriusXM을 통해 미국 전역에서 청취할 수 있다.
이 네트워크는 미국의 정치 행사, 특히 미국 의회의 "개회부터 폐회까지" 전체를 중계하는 것을 목적으로 한다. C-SPAN은 호주와 영국, 캐나다 의회의 의사 진행 과정을 가끔 방영하고, 전 세계의 다른 주요 행사들을 텔레비전으로 중계하기도 한다.
정치적, 정책적 사건들에 대한 보도는 가공되지 않은 채 청중들에게 정치와 정부에 대한 여과되지 않은 정보를 제공한다. 비정치적 보도는 역사 프로그램, 논픽션 도서 전용 프로그램, 공공 정책과 관련된 주목할 만한 인물들과의 인터뷰 프로그램을 포함한다. C-SPAN은 케이블 및 위성 계열사가 자금을 지원하는 민간 비영리 단체이며 기부나 서약을 요청하지 않는다. 네트워크는 독립적으로 작동하며, 케이블 산업이나 의회는 그것의 프로그래밍 콘텐츠를 통제하지 못한다.
C-SPAN의 활동은 주로 워싱턴 DC의 미국 의회에 제한되지만 웨스트라피엣에 있는 Purde 연구 단지의 기록 시설 또한 운영한다.